# ماروخیتا دیاس
ماروخیتا دیاس (اسپانیایی: Marujita Díaz‎؛ ‏ ۲۷ آوریل ۱۹۳۲ – ۲۳ ژوئن ۲۰۱۵) بازیگر و خواننده اهل اسپانیا بود.
از فیلم‌ها یا مجموعه‌های تلویزیونی که وی در آن‌ها نقش داشته‌است، می‌توان به یک کوبایی در اسپانیا و آشوب‌گر اشاره نمود.